# Чемпионат России по биатлону
Чемпионат России по биатлону — спортивное соревнование по биатлону, ежегодно проводимое Союзом биатлонистов России.

## История
Чемпионат России по биатлону, как самостоятельный турнир, впервые проведён в сезоне 1992/93. С самого первого чемпионата в соревнованиях участвовали и мужчины, и женщины.
Количество дисциплин, по которым разыгрывались медали чемпионатов России, постоянно увеличивалось. В начале 1990-х годов в рамках чемпионата проводились индивидуальная гонка, спринт, эстафета и гонка патрулей. В первой половине 2010-х годов медали разыгрывались в одиннадцати дисциплинах, с 2016 года к ним добавилась одиночная смешанная эстафета, итого в рамках турнира проводятся гонки в 7 личных и 5 командных дисциплинах.
Гонки чемпионата России проводятся в течение всего сезона. Традиционно первой гонкой чемпионата является индивидуальная гонка, проходящая в декабре в рамках соревнований «Ижевская винтовка». Затем в рамках этапов Кубка России разыгрываются медали в неолимпийских дисциплинах. В конце марта проходит финальная часть чемпионата с участием сильнейших спортсменов сборной страны, в рамках которой проводятся спринты, гонки преследования, масс-старт и эстафета.
В отдельные годы чемпионат России имел статус открытого, в нём имели право принимать участие спортсмены из стран СНГ и дальнего зарубежья. К примеру в 2008 году призёром одного из соревнований стала норвежка Тура Бергер, а в 2010-е годы в гонках чемпионата участвовали австралийцы Алексей Альмуков и Даниэль Уокер.

## Дисциплины чемпионата России

### Личные
- Индивидуальная гонка
- Спринт
- Гонка преследования
- Масс-старт
- Суперспринт (неолимпийская дисциплина)
- Суперпасьют (неолимпийская дисциплина)
- Марафон (неолимпийская дисциплина)

### Командные
- Эстафета
- Смешанная эстафета
- Одиночная смешанная эстафета
- Командная гонка (неолимпийская дисциплина)
- Патрульная гонка (ныне неолимпийская дисциплина)